# Si tu vas à Rio... tu meurs
Pour plus de détails, voir Fiche technique et Distribution.
Si tu vas à Rio... tu meurs est un film franco-brésilien réalisé par Philippe Clair en 1987.

## Synopsis
Aldo est échoué depuis longtemps sur une île déserte, et vit tel Robinson Crusoé. Un jour, une bande de voyous débarque sur l'île pendant une pêche au requin. Ils découvrent avec Aldo que le requin pêché est rempli de sachets de cocaïne, probablement abandonnés par des contrebandiers. Pour échapper à la mort, Aldo leur fait croire qu'il a des contacts à Rio de Janeiro pour écouler la drogue. Le voilà donc embarqué vers la ville de la samba. Pendant ce temps, son frère jumeau Marco, prêtre, est en pénitence dans un monastère. À sa sortie on lui confie comme mise à l'épreuve d'officier dans la paroisse d'un bidonville de Rio. Les deux frères ne sont donc plus très éloignés l'un de l'autre, sans le savoir, avec les confusions et les quiproquos que cela peut engendrer, avant de se retrouver enfin…

## Fiche technique
- Réalisateur : Philippe Clair
- Scénario : Philippe Clair
- Société de production	: Babel Productions
- Société de production	: Belas Artès Cinématografica
- Société de production	: French Productions
- Producteur délégué : Emmanuel Schlumberger
- Distributeur d'origine : Gaumont Distribution
- Directeur de la photographie	: Walter Carvalho
- Compositeur de la musique : David Tygel
- Monteur : Jacqueline Thiédot

## Distribution
- Aldo Maccione : Aldo/Marco
- Philippe Clair : l'armateur
- Roberta Close : Julia
- Nico il Grande : Bodo
- Bruno Frydman : Bruno
- Carolin Ohrner : sœur Céleste
- Ze'ev Revach : l'évêque

## Autour du film
Ce film est la suite de Plus beau que moi, tu meurs : au début du film, nous retrouvons Aldo là où nous l'avons laissé dans l'épisode précédent. D'ailleurs nous revoyons, en guise de générique, les derniers images de Plus beau que moi, tu meurs et en sous-titre « Quelques années plus tard sur cette île déserte ».
Les paroles de la chanson Si tu vas à Rio, tu meurs sont de Philippe Clair.